# Piazza degli Scarlatti
Piazza degli Scarlatti è uno slargo del centro storico di Firenze, zona Oltrarno. Vi si accede dal lungarno Guicciardini o da via dei Geppi. 

## Storia e descrizione
Documentato già dalla Pianta Geometrica di Ferdinando Ruggieri del 1731, il nome di piazza degli Scaraltti indica uno spiazzo aperto sull'Arno, verso la metà del lungarno Guicciardini, all'imbocco di via dei Geppi. Oggi poco percepibile come piazza, tanto meno perché la maggior parte della sua superficie è occupata dal dehors di un ristorante, essa devette nascere tra gli orti della consorteria dei Lanfredini, a cui appartenevano anche i Geppi, venendo poi sistemata nel corso del Cinquecento con la realizzazione di palazzo Lanfredini, che qui si affaccia con un'ampia terrazza posta su un edificio satellite, che mostra anche una loggia al primo piano (oggi chiusa da vetrate), scenograficamente affacciata sul fiume, dove oggi ha sede la biblioteca del British Institute of Florence. Sotto la loggia si vede uno stemma in pietra moderno, che mostra due ali e una teca contenente una luna calante. 
Sul lato ovest, per quanto esso competa tecnicamente a via dei Geppi, si affaccia uno spigolo di palazzo Adami Lami, dove si trova un tabernacolo con edicola settecentesca, racchiudente un dipinto su embrice raffigurante la Madonna con il Bambino del primo Cinquecento, riferito a Domenico Beceri (autore minore seguace del Puligo, più probabile del nome di Francesco Granacci sulla targhetta), quale copia antica e specchiata della Madonna Mackintosh di Raffaello. Il tabernacolo è stato restaurato nel 2019 col contributo della Fondazione Adami Lami in memoria dei fondatori Alessandro e Annamaria Adami Lami.

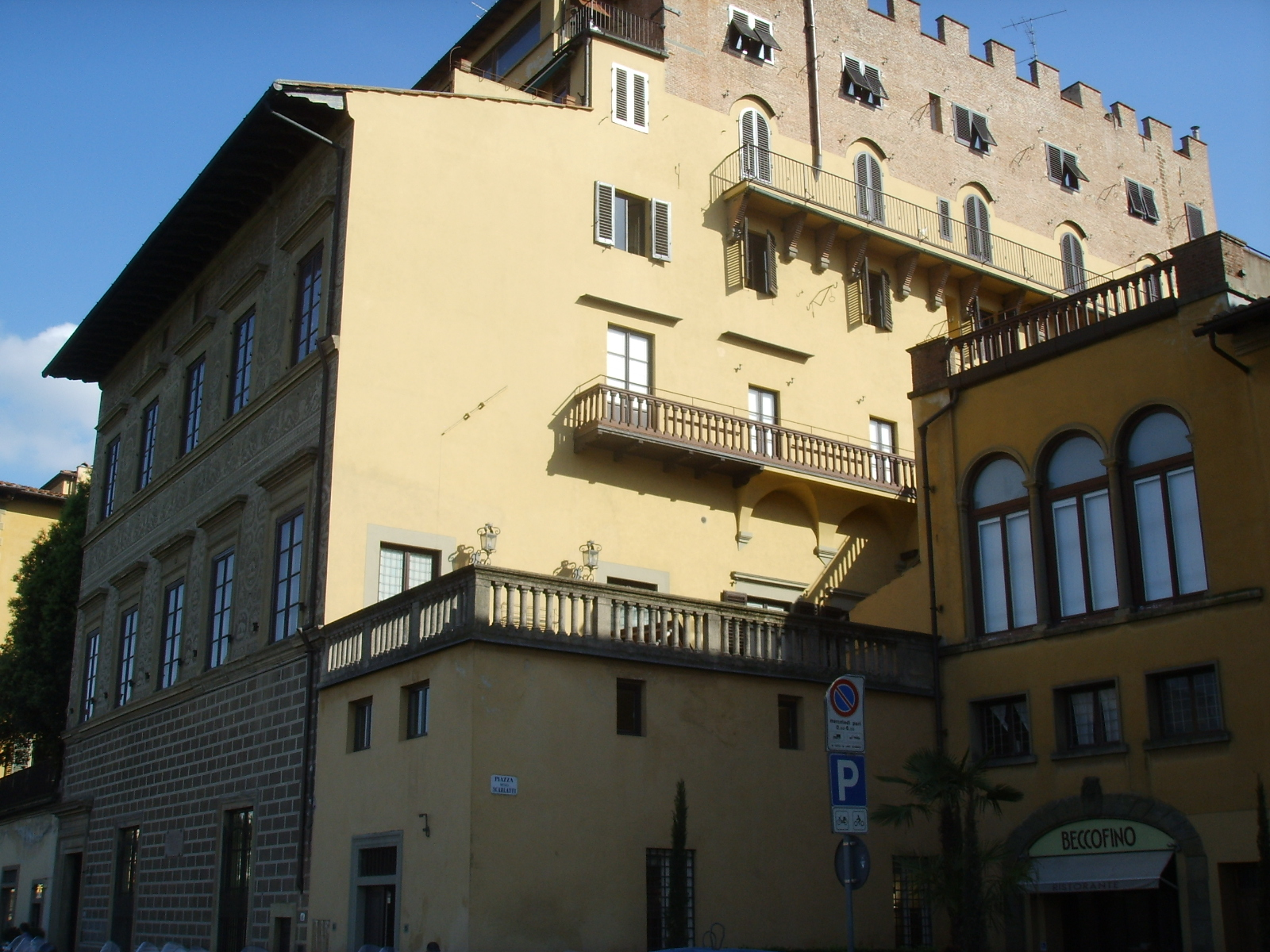
Palazzo Lanfredini sul lato della piazza
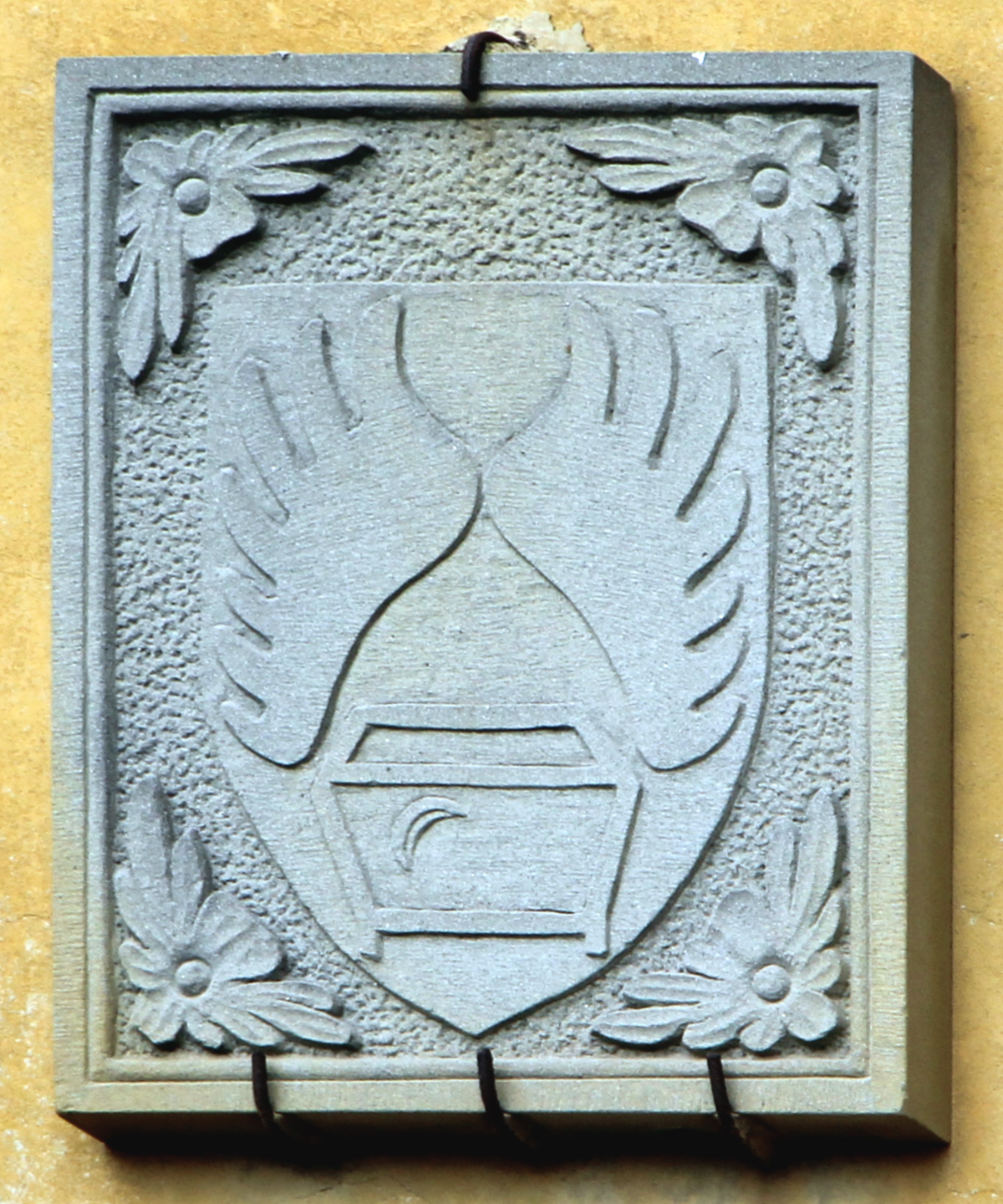
Stemma moderno
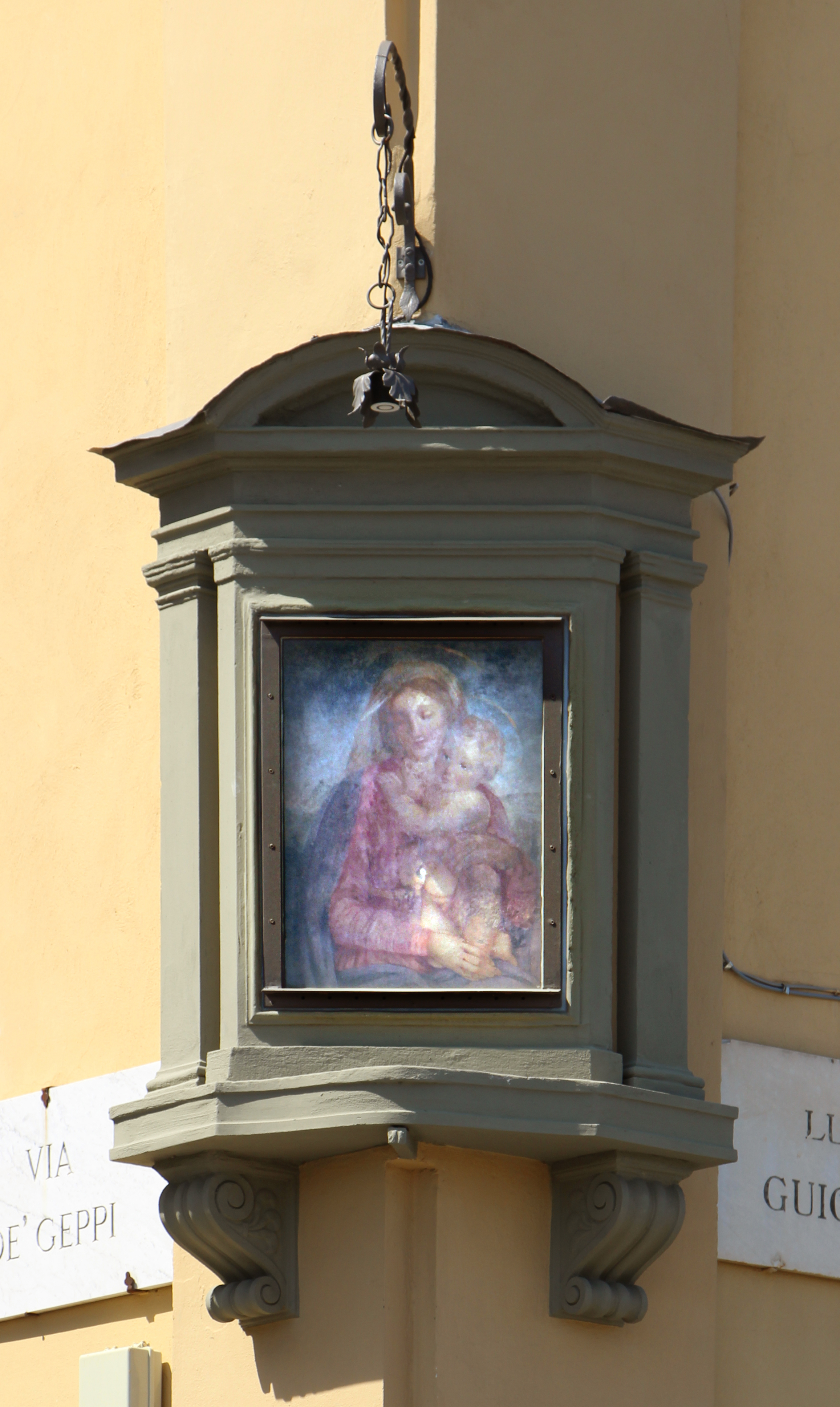
Tabernacolo su palazzo Adami Lami